# バーニング (1981年の映画)
『バーニング』（原題：The Burning）は、1981年制作のアメリカ合衆国・カナダのホラー映画。

## 概要
ハーヴェイ・ワインスタインとボブ・ワインスタインが設立したミラマックスの初期作品の1つ。トム・サヴィーニが特殊メイクを担当している。また、ジェイソン・アレクサンダー、フィッシャー・スティーヴンス、ホリー・ハンターのデビュー作品でもある。

## あらすじ
キャンプ場の管理人で大男のクロプシーは偏屈な性格のため、人々から嫌われていた。ある夜、少年たちがクロプシーを驚かせようといたずらを仕掛けたが、彼は予想以上に驚き慌てた事で火だるまとなり、大やけどを負ってしまう。
数年後、退院したクロプシーは娼婦を大型の園芸ばさみで惨殺した後、かつて自分が管理人を務めていたキャンプ場に戻ってきた。そして、自分に大やけどを負わせた元少年たち、ついには無関係の人々までも手にかけていく。

## キャスト
| 役名           | 俳優                         | 日本語吹替 |
| -------------- | ---------------------------- | ---------- |
| トッド         | ブライアン・マシューズ       | 田中秀幸   |
| ミシェル       | リア・エアーズ               | 重田千穂子 |
| アルフレッド   | ブライアン・バッカー         | 塩屋翼     |
| グレイザー     | ラリー・ジョシュア           | 玄田哲章   |
| サリー         | キャリック・グレン           | 土井美加   |
| デイヴ         | ジェイソン・アレクサンダー   | 山田昌人   |
| エディ         | ネッド・アイゼンバーグ       | 鈴置洋孝   |
| ウッドストック | フィッシャー・スティーヴンス | 小山梓     |
| カレン         | キャロリン・ホーリハン       | 榊原良子   |
| マーニー       | ボニー・デロスキー           | 林葉直子   |
| ダイアン       | ケヴィ・ケンドール           | 小宮和枝   |
| タイガー       | シェリー・ブルース           | 坂本千夏   |
| ソフィー       | ホリー・ハンター             |            |
| クロプシー     | ルー・デヴィッド             |            |

- 1985年3月9日フジテレビ「ゴールデン洋画劇場」TV初放送。Blu-rayに収録。

その他　石丸博也／片岡富枝／小野健一／鈴木勝美／千田光男／佐々木優子／幹本雄之／伊井篤史／相生千恵子

## 公開
アメリカ合衆国では1985年5月初頭に配給元によって一部の劇場でのみ公開され。1年半以上あとになってCropseyというタイトルで再上映されたが、興行収入は707,770ドルと振るわなかった。2007年9月11日、北米向けDVDがメトロ・ゴールドウィン・メイヤーからリリースされた。このDVDにはトニー・メイラム監督のオーディオ・コメンタリーや、スチル・ギャラリー、サヴィーニによる特殊メイクの方法を記録した映像、劇場予告版などといった特典が収録されている。DVDの表紙にはR指定と書かれているが、この表記はノーカット版でも用いられている。

### イギリスでの公開
1980年代、ソーンEMIがこの映画のノーカットVHS版を販売した際、全英映像等級審査機構の審査に通すため、この映画にソーンEMIが少し手を加えたため、ちょっとした問題となった。
この映画は猥褻刊行物法のかどで押収され、暴力的なビデオの一覧に加えられた。この映画におけるクロプシーの狂気に満ちた殺人シーンや、女性の身体をはさみで切る場面は、イギリスにおいて問題とされていた。
1990年代初頭、VIPCO（Video Instant Picture Company）が短縮版を発売した際、サヴィーニによる流血シーンが約30秒ほどカットされていたが、2001年、全英映像等級審査機構は無修正版の発売を許可した。

### 日本での公開
日本公開時、映画配給会社は劇中に登場する殺人鬼クロプシーに“バンボロ”という独自の名前を命名した。そして“全米緊急指名手配中”や絶叫で声帯や鼓膜が傷ついた際に“絶叫保険”を用意するなどのキャッチコピーを掲げた。

## オリジナルサウンドトラック
- SOUND TRACK MUSIC  FROM THE FILM THE BURNING×（イギリスのレーベル MUSIC FUSUONから2006年に発売）

『THE WAKEMAN VARIATION』
- 01. THEME FROM THE BURNING
- 02. THE CHASE CONTINUES（PO'S PLANE）
- 03. VARIATIIONS ON THE FIRE
- 04. SHEAR TERROR AND MORE

『THE MUSIC FROM THE FILM』
- 05. THE BURNING（END TITLE THEME）
- 06. CAMPFIRE STORY
- 07. THE FIRE
- 08. DOIN' IT
- 09. DEVIL'S CREEK BREAKDOWN
- 10. THE CHASE
- 11. SHEAR TERROR

## 映像ソフト
- 『ホラー・マニアックスシリーズ 第7期 第1弾 バーニング HDリマスター版』【Blu-ray】（2014年6月3日、Happinet、BBXF-2064）[8]

## 関連作品
- 13日の金曜日シリーズ - キャンプ場で連続殺人事件が起きるという設定が共通している。トム・サヴィーニが特殊メイクを担当している点も同じである。